# Akademie Verlag
Akademie Verlag è stata una casa editrice scientifica e accademica tedesca, fondata nel 1946 nel settore sovietico di Berlino per facilitare la pubblicazione di opere da e per l'Accademia delle scienze di Berlino.
Dal 1949 al 1990, la casa editrice rimase strettamente legata all'Accademia, e, a differenza di altre case editrici, godette di una certa libertà in quanto non era soggetta all'attività censoria preventiva da parte del ministero della cultura della RDT. Ciononostante, in Occidente fu vista con sospetto a causa del pericolo comunista e la maggior parte della produzione editoriale fu venduta nella Germania est e nel blocco orientale.
Nel 1957, i simboli della casa editrice divennero l'immagine di Leibniz, fondatore dell'Accademia delle scienze prussiana nel 1700, e il motto latino theoria cum praxi (conciliare la teoria con la pratica).
Negli anni '70, fu pubblicata la collana Nicolaus Copernicus Gesamtausgabe, un'edizione critica che trattava in dettaglio le opere di Niccolò Copernico e i relativi commenti critici, fra i quali il testo fondamentale De revolutionibus orbium coelestium che esponeva la sua teoria eliocentrica.

Inoltre, Akademie Verlag pubblicò per alcuni decenni Physica Status Solidi, fondata nel 1961, unitamente a Astronomische Nachrichten ("Note astronomiche"), una delle prime riviste internazionali di astronomia fondata nel 1823 da Heinrich Christian Schumacher.
Dopo la caduta del muro di Berlino, i redattori - che nei periodici europei fino agli anni '90 avevano ancora il diritto di veto sulla nomina del direttore editoriale da parte dell'imprenditore - rimossero il loro vertice, eleggendo un successore.
La casa editrice aveva raggiunto una discreta reputazione accademica anche in Occidente e il 3 gennaio 1991 fu aggiudicata al VCH Verlagsgruppe Weinheim, che in 5 anni ridusse la forza lavoro da 176 a 40 unità, in concomitanza col 50º anniversario dalla fondazione. La varietà di prodotta fu contestualmente ridotta, identificando il core business nell'ambito delle seguenti discipline: filosofia, storia, scienze politiche e culturali, storia dell'arte, scienze linguistiche e letteratura, matematica e fisica.
Quando lam John Wiley & Sons rilevò VCH, il ramo scientifico di Akademie Verlag fu trasferito a Wiley-VCH, mentre la sezione umanistiche, incluso il nome e il logo, il 1º ottobre 1997 passarono a R. Oldenbourg Verlag, che nel 2004 fu incorporata da Cornelsen Verlag. Nel 2013, il gruppo Walter de Gruyter riunì al proprio interno il ramo umanistico e scientifico, acquisendo dalla Cornelsen la titolarità dell'Akademie Verlag e della Oldenbourg Verlag.